# Hans Krebs (general)
Hans Krebs (Helmstedt, 4 de Março de 1898 - Berlim, 1 de Maio de 1945) foi um general alemão da infantaria, que serviu durante a Segunda Guerra Mundial.
Krebs nasceu em Helmstedt. Ele se ofereceu para prestar serviço no Exército Imperial Alemão em 1914, foi promovido a tenente em 1915, e a primeiro tenente em 1925. Krebs era um funcionário de carreira, e alcançou a posição de General de vários grupos até que se tornou General de Infantaria.
Em sua última década de vida recebeu as seguintes nomeações:
1936 - 1939: Adido militar em Moscou (Krebs falava russo fluentemente)
1939: Chefe da seção de treinamento do exército
1939-1942: Diretor de Funcionários VII Corps
1942-1943: Chefe de pessoal do 9º Exército alemão, front oriental
1943-1944: Chefe de pessoal do Exército Group Centre, front oriental
1944-1945: Chefe de pessoal do Exército Grupo B, front ocidental
1945 (1 de Abril - 1 de Maio): Chefe geral de pessoal do Exército (OKH)

## Führerbunker
Como Chefe geral de pessoal do Exército (OKH), Krebs estava no Führerbunker embaixo da Chancelaria do Reich durante a batalha de Berlim.
Em 28 de Abril de 1945, Krebs fez sua última chamada telefónica do Führerbunker. Apelou ao General Wilhelm Keitel na nova sede do Comando Supremo Fürstenberg. Ele disse à Keitel que se o alívio não chegasse em 48 horas, tudo estaria perdido. Keitel prometeu pressionar ao máximo o General Walther Wenck, que comandou o 12º Exército alemão, e o General Theodor Busse, que comandou o 9º Exército alemão. Em 22 de Abril, Hitler tinha ordenado a articulação desses exércitos para que ajudassem na batalha de Berlim.
Mais tarde, em 28 de abril, quando foi descoberto que Heinrich Himmler estava tentando negociar uma rendição aos Aliados, através Conde Folke Bernadotte, Krebs se tornou parte de uma corte-marcial criada por Hitler para julgar Himmler e todos os seus associados que tinham conhecimento de suas intenções. A primeira pessoa a enfrentar este tribunal foi Hermann Fegelein, ajudante de Himmler, e cunhado de Eva Braun. Wilhelm Mohnke presidiu ao tribunal que, além de Krebs e Mohnke, participaram os Generais Rattenhuber e Wilhelm Burgdorf.
Em 29 de abril, Krebs, Burgdorf, Joseph Goebbels, e Martin Bormann testemunharam e assinaram o testamento com a última vontade de Adolf Hitler. Hitler ditou o documento para a sua secretária pessoal, Traudl Junge. Bormann foi chefe do Partido Chancelaria (Parteikanzlei) e secretário pessoal de Hitler.
Tarde da noite de 29 de abril, Krebs contactou o General Alfred Jodl (Supremo Comando do Exército) por rádio e fez as seguintes exigências: "Solicito um relatório imediato. Qual a posição de Wenk. Em segundo lugar: tempo destinado ao ataque. Terceiro lugar: localização do 9 º Exército. Em quarto lugar exato do local em que o 9 º Exército irá romper o cerco. Quinto lugar qual paradeiro do general Rudolf Holste"
Na madrugada de 30 de abril, Jodl respondeu a Krebs: "Em primeiro lugar, Wenck ocupa o sul do Lago Schwielow. Em segundo lugar, 12 º Exército é incapaz de continuar a defesa por Berlim. Em terceiro lugar, a maior parte do 9º Exército está cercado. Em quarto lugar, o exército de Holste está na defensiva."
No final do dia 30 de abril, as forças soviéticas continuaram abrindo caminho em direção ao centro de Berlim. Nesse mesmo dia Hitler cometeu suicídio e sua última vontade registrada no testamento era que Joseph Goebbels, o ministro da Propaganda, fosse nomeado como o "chefe de Governo" e Chanceler da Alemanha (Reichskanzler).

## Renúncia de Berlim e suicídio
Em 1 de Maio, poucas horas depois do suicídio de Adolf Hitler em 30 de abril o novo Chanceler da Alemanha Joseph Goebbels enviou Krebs e o Coronel Theodor von Dufving, sob uma bandeira branca, para entregar uma carta que ele tinha escrito ao General Vasily Chuikov. A carta continha a rendição com termos aceitáveis para Goebbels. Chuikov, como comandante da Guarda 8a Exército soviético, comandou as forças soviéticas no centro de Berlim. Krebs chegou pouco antes de 4 horas da manhã e tomou Chuikov de surpresa. Krebs, fluente em russo, informou Chuikov que Hitler e Eva Braun, sua esposa, tinham se suicidado no Führerbunker. Chuikov, que não estava ciente de que havia um bunker sob a Chancelaria Reich ou que Hitler era casado, com calma disse que ele já sabia de tudo isto. No entanto Chuikov não estava disposto a aceitar os termos de Goebbels ou a negociar com Krebs. Os soviéticos eram relutantes em aceitar qualquer coisa que não rendição incondicional. Krebs não foi autorizado por Goebbels a concordar com uma rendição incondicional. A reunião terminou sem qualquer acordo. Traudl Junge disse que Krebs estava esgotado quando voltou ao bunker e foi impedido de aceitar uma rendição incondicional enquanto Goebbels estivesse vivo.
As 8 horas na noite de 1 de maio e logo após matar seus filhos, Goebbels e sua esposa foram para o jardim da Chancelaria, pediram para que Günther Schwägermann, o ajudante de Goebbels, queimasse seus corpos e depois se suicidaram.
Em 2 de Maio, Helmuth Weidling contactou o General Chuikov novamente para discutir a rendição. O problema de Krebs foi a falta de autorização de Goebbels, mas como este havia se suicidado isso não atrapalharia Weidling que se reuniu com Chuikov e teve a seguinte conversa na qual Chuikov perguntou sobre Krebs:
Chuikov: "Você é o comandante da guarnição de Berlim?"
Weidling: "Sim, eu sou o comandante da LVI Panzer Corps".
Chuikov: "Onde está Krebs?"
Weidling: "Eu o vi ontem na Chancelaria do Reich. Eu acredito que ele cometeu suicídio. Inicialmente ele (Krebs) me criticou porque uma rendição não oficial começou ontem. A ordem de rendição deve ser emitida hoje".
Na medida em que os soviéticos avançavam sobre o Führerbunker, Krebs foi visto por outras pessoas, incluindo Junge, no bunker quando eles tentavam escapar. Junge diz que abordou Krebs para dizer adeus e alinhou seu uniforme e fez a saudação nazista pela última vez. Krebs e pelo menos dois outros militares de alto escalão, incluindo General Wilhelm Burgdorf, foram deixados para trás com a intenção declarada de cometer suicídio. Os corpos de Krebs e Burgdorf foram encontrados quando o exército soviético entrou no bunker.